# Nationalliga A (Eishockey) 1976/77
Die Saison 1976/77 war die 39. reguläre Austragung der Nationalliga A, der höchsten Schweizer Spielklasse im Eishockey. Zum insgesamt fünften Mal in seiner Vereinsgeschichte wurde der SC Bern Schweizer Meister, während der EV Zug in die NLB abstieg.

## Modus
In einer gemeinsamen Hauptrunde spielte jede der acht Mannschaften in vier Spielen gegen jeden Gruppengegner, wodurch die Gesamtanzahl der Spiele pro Mannschaft 28 betrug. Der Erstplatzierte der Hauptrunde wurde Meister. Der Letztplatzierte der Hauptrunde stieg in die NLB ab. Für einen Sieg erhielt jede Mannschaft zwei Punkte, bei einem Unentschieden einen Punkt. Bei einer Niederlage erhielt man keine Punkte.

## Hauptrunde

### Abschlusstabelle
| Pl. | Team                 | Sp. | S  | U | N  | Tore    | Pkt. |
| --- | -------------------- | --- | -- | - | -- | ------- | ---- |
| 1.  | SC Bern              | 28  | 19 | 3 | 6  | 162:88  | 41   |
| 2.  | SC Langnau           | 28  | 19 | 1 | 8  | 146:119 | 39   |
| 3.  | EHC Biel             | 28  | 14 | 5 | 9  | 124:114 | 33   |
| 4.  | HC La Chaux-de-Fonds | 28  | 13 | 3 | 12 | 115:116 | 29   |
| 5.  | EHC Kloten           | 28  | 10 | 5 | 13 | 125:142 | 25   |
| 6.  | HC Sierre            | 28  | 10 | 2 | 16 | 108:143 | 22   |
| 7.  | HC Ambrì-Piotta      | 28  | 9  | 1 | 18 | 113:154 | 19   |
| 8.  | EV Zug               | 28  | 6  | 4 | 18 | 96:113  | 16   |

### Meistermannschaft des SC Bern
| Schweizer Meister SC Bern | Torhüter: Pierre-Yves Eisenring, Jürg Jäggi Verteidiger: Ladislav Benacka, Ueli Hofmann, Beat Kaufmann, Hugo Leuenberger, Jean-Claude Locher, Pascal Nigg, Martial Racine Angreifer: Paul-André Cadieux, Giovanni Conte, Roland Dellsperger, Urs Dolder, Riccardo Fuhrer, Renzo Holzer, Jaroslav Krupička, Samuel Lappert, Fredi Locher, Serge Martel, Rolf Mäusli, Peter Ronner, Bruno Wittwer, Fritz Wyss, Bruno Zahnd Cheftrainer: Paul-André Cadieux |